# Eriopyga ditissima
Eriopyga ditissima är en fjärilsart som beskrevs av Walker 1857. Eriopyga ditissima ingår i släktet Eriopyga och familjen nattflyn. Inga underarter finns listade i Catalogue of Life.